# Şıx Burnu
Şıx Burnu (azerbajdzjanska: Şıxov Burnu) är en udde i Azerbajdzjan.   Den ligger i distriktet Baku, i den östra delen av landet, 10 km sydväst om huvudstaden Baku.
Terrängen inåt land är platt åt sydost, men åt nordväst är den kuperad. Trakten är tätbefolkad. Närmaste större samhälle är Baku, 9,8 km nordost om Şıx Burnu.